# Gare de Cosne-sur-Loire
La gare de Cosne-sur-Loire, anciennement gare de Cosne, est une gare ferroviaire française des lignes de Moret - Veneux-les-Sablons à Lyon-Perrache, de Laroche-Migennes à Cosne et de Saint-Germain-du-Puy à Cosne-Cours-sur-Loire. Elle est située, place de la gare, à l'est et à proximité du centre-ville de la commune de Cosne-Cours-sur-Loire, sous-préfecture du département de la Nièvre, en région Bourgogne-Franche-Comté.
Ouverte en 1861 par la Compagnie des chemins de fer de Paris à Lyon et à la Méditerranée (PLM), elle devient un nœud ferroviaire actif jusqu'à la fin de la Seconde Guerre mondiale, avec notamment une importante activité militaire et un dépôt-relais de locomotives. Redevenue depuis une simple gare de passage, c'est une gare de la Société nationale des chemins de fer français (SNCF), desservie par des trains TER et ayant conservé une activité marchandises.

## Situation ferroviaire
Établie à 148 mètres d'altitude, la gare de Cosne-sur-Loire est située au point kilométrique (PK) 195,104 de la ligne de Moret - Veneux-les-Sablons à Lyon-Perrache, entre les gares ouvertes de Briare (s'intercalent les gares fermées de Châtillon-sur-Loire, Bonny, Neuvy-sur-Loire et Myennes)  et Tracy - Sancerre (s'intercale la gare fermée des Girarmes),. 
Ancienne gare de bifurcation, elle est située au PK 289,0 de la ligne de Laroche-Migennes à Cosne (partiellement déclassée) et au PK 299,8 de la ligne de Saint-Germain-du-Puy à Cosne-Cours-sur-Loire (partiellement déclassée).

## Histoire

### Gare PLM (1861-1938)

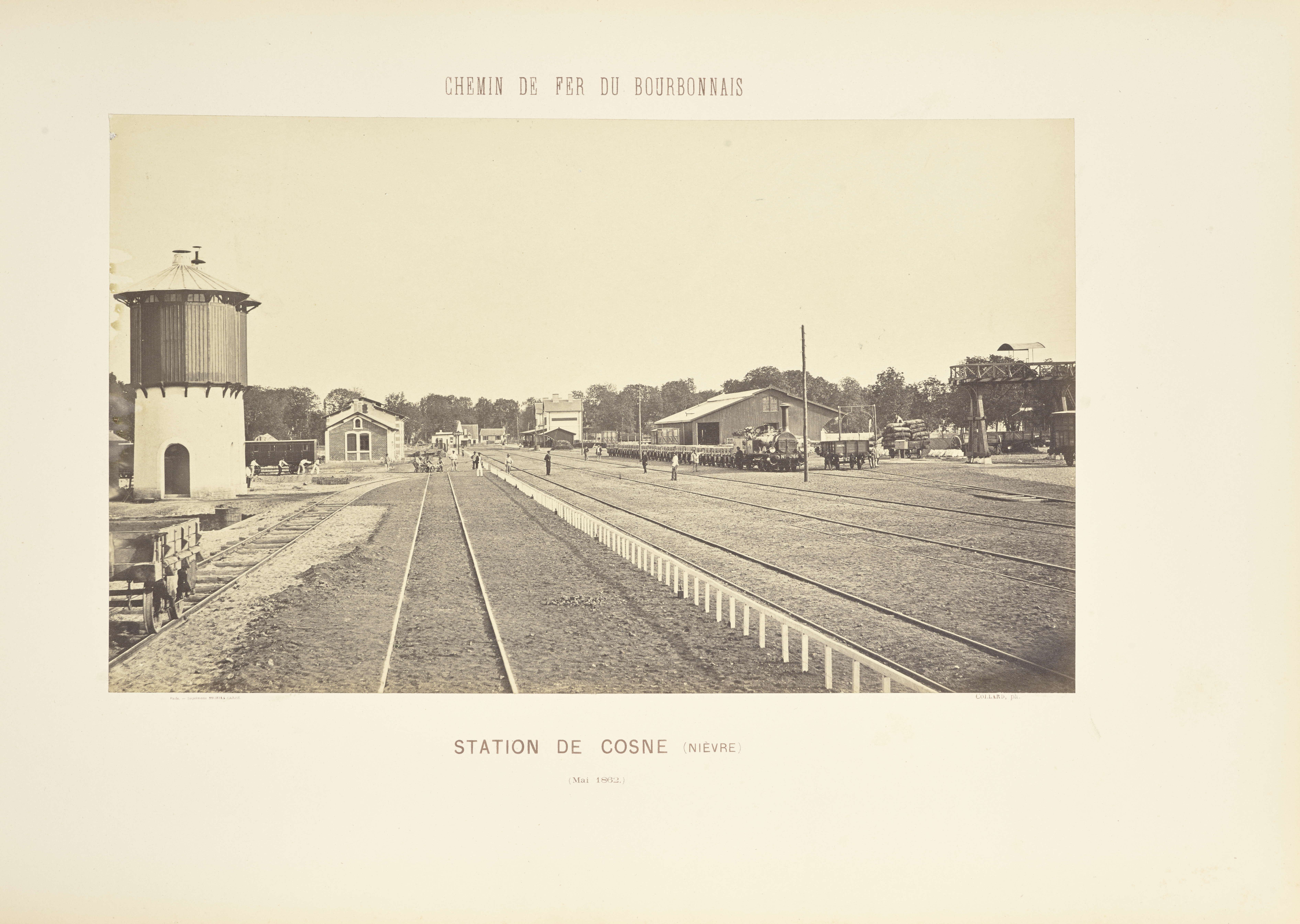
La gare photographiée en mai 1862 par Auguste Hippolyte Collard.

La « gare de Cosne » est mise en service le 21 septembre 1861, par la Compagnie des chemins de fer de Paris à Lyon et à la Méditerranée (PLM) lorsqu'elle ouvre à l'exploitation le tronçon de Montargis à Nevers comme première section de sa ligne de Paris à Lyon par le Bourdonnais. La deuxième voie est posée en 1862.
Elle devient une gare de bifurcation lorsque la section de Clamecy à Cosne, de la ligne d'Auxerre à Cosne est mise en service par la Compagnie du PLM le 1er juin 1893. Le nœud ferroviaire se renforce le 18 décembre de cette même année lors de l'ouverture, par la Compagnie du chemin de fer de Paris à Orléans (PO), de la ligne de Bourges à Cosne.
En 1905, on aménage une gare d'échange, origine de la ligne à voie métrique de Cosne à Saint-Amand du Réseau de la Nièvre exploitée par la société générale des chemins de fer économiques. La mise en service est prévue le 1er mai.
Le 17 octobre 1910, les cheminots sont en grève et le jeune soldat Louis Lecoin refuse d'obéir à l'ordre d'aller prendre la garde en gare de Cosne. Lors de son procès devant le Conseil de guerre, il indique qu'il n'a pas subi de pression mais que « sa conscience de syndicaliste lui défendait d'obéir », « ne voulant pas faire acte de répression contre le mouvement des cheminots qu'il approuvait et admirait ». Bien noté par ses supérieurs, il est condamné à six mois de prison.

La gare vers 1900
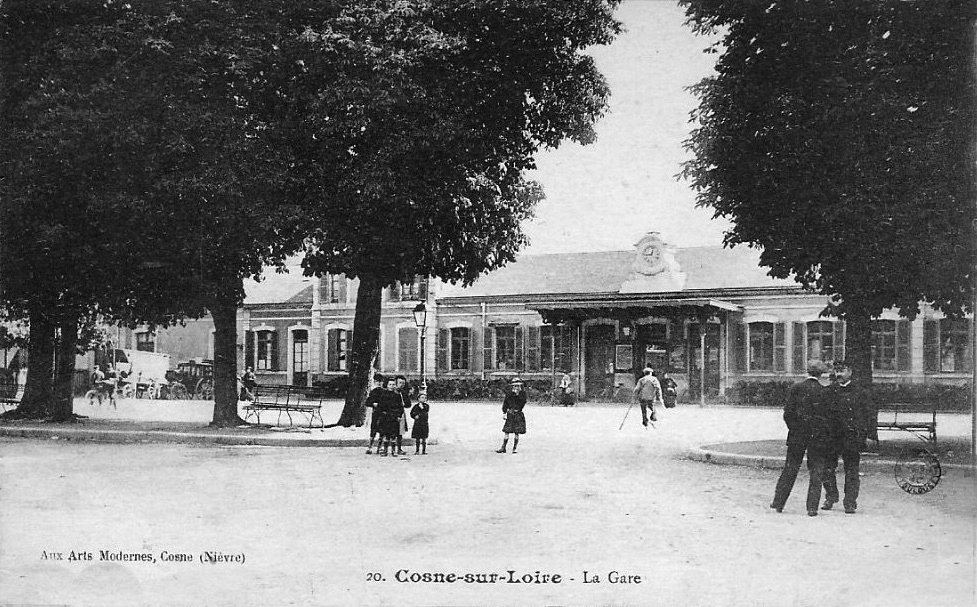
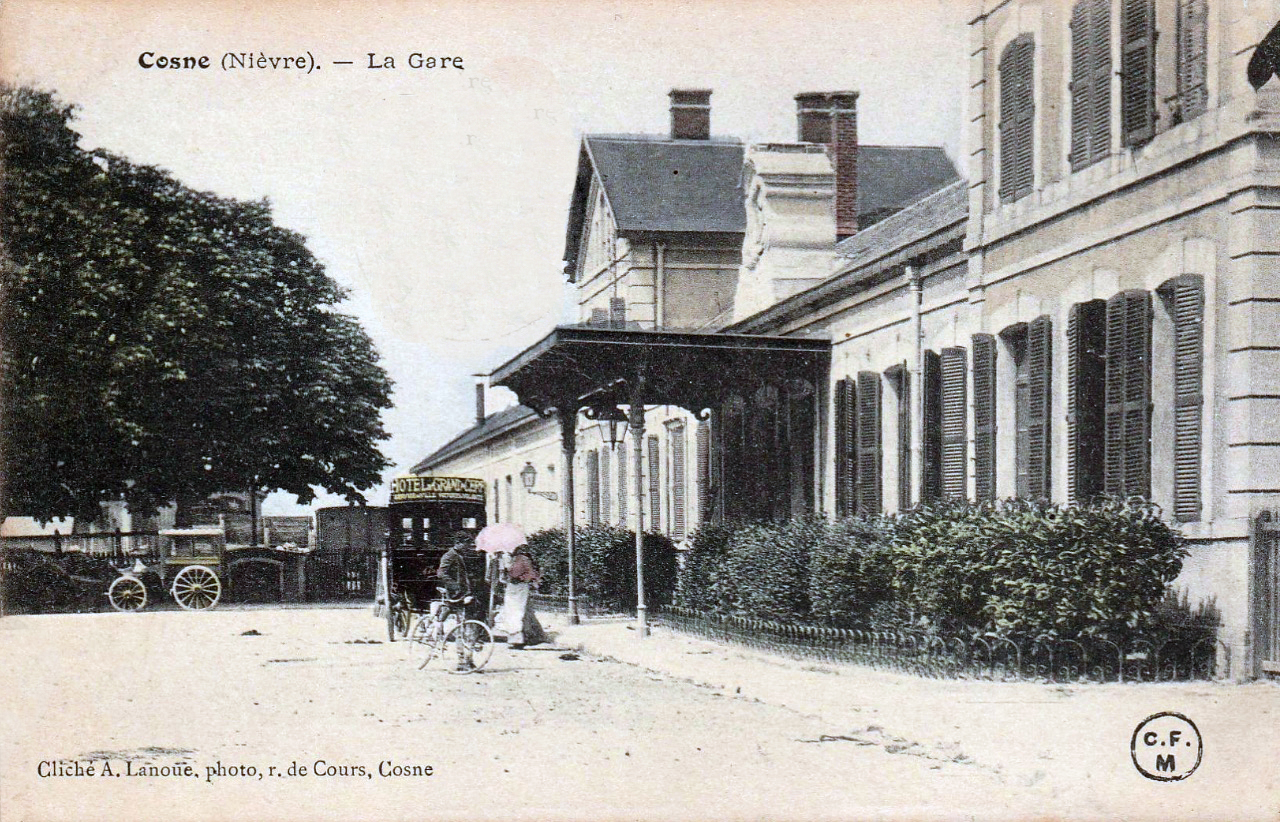
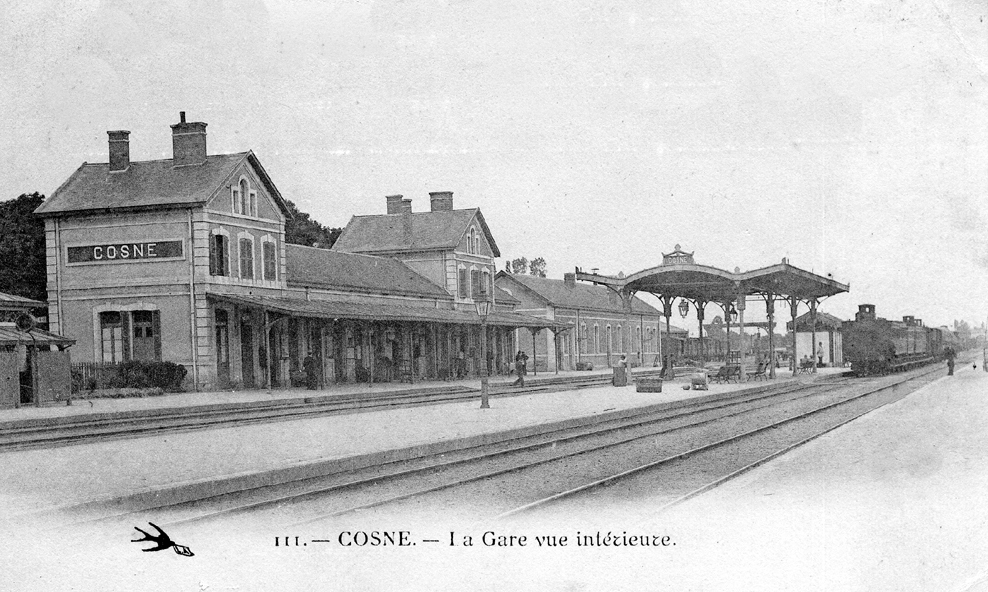

La « gare de Cosne » figure dans la nomenclature 1911 des gares, stations et haltes de la compagnie PLM. C'est une gare de bifurcation de la ligne de Moret-les-Sablons à Nîmes, située entre la gare de Myennes et la gare de Tracy - Sancerre, terminus de la ligne de Clamecy à Cosne après la gare de Saint-Martin - Saint-Laurent. La gare est ouverte à l'expédition et à la réception de dépêches privées. Elle dispose des services complets de la grande vitesse (GV) et de la petite vitesse (PV).

l'intérieur de la gare dans les années 1900
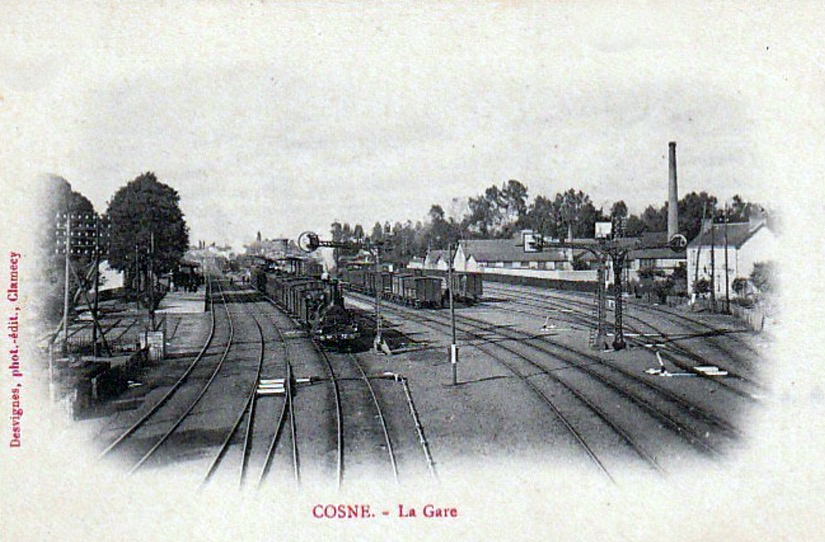
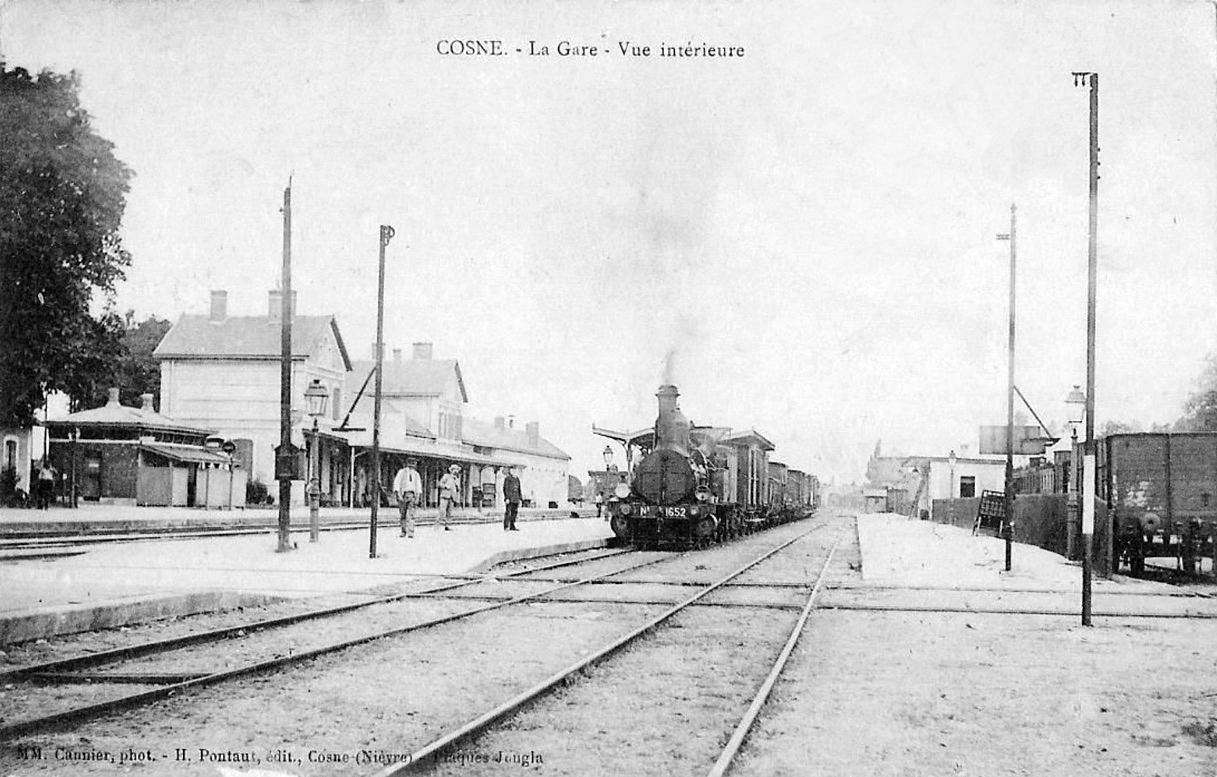
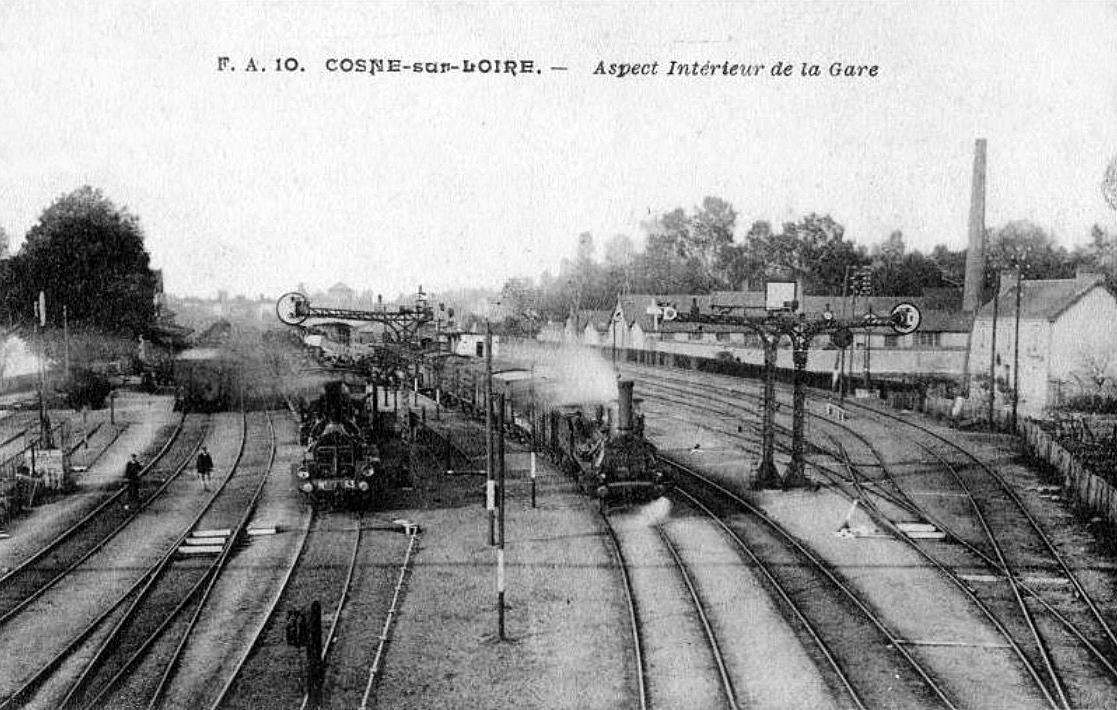

### Gare SNCF (depuis 1938)
Le 15 mai 1938, la SNCF transfère sur route le service voyageurs de la ligne de Clamecy à Cosne. Néanmoins, durant la Seconde Guerre mondiale et jusqu'en 1947, des circulations de trains de voyageurs y sont ponctuellement organisées. Par ailleurs, durant cette même période, la circulation de trains à usage militaire est importante. En septembre 1939, un dépôt-relais du dépôt de la gare de Laroche - Migennes y est aménagé, avec un pont tournant d'un diamètre de 23 m, pour la gestion des 80 locomotives affectées aux circulations des trains militaires sur cette ligne. La seconde voie est déposée en 1943 mais les circulations militaires se poursuivent jusqu'à la fin du conflit. La section d'Entrains à Cosne est fermée le 18 mai 1952. Le dépôt-relais de Cosne est fermé cette même année 1952.
La ligne de Bourges à Cosne est fermée au service des voyageurs en 1966. 
Lors de la préparation de l'électrification de la ligne du Bourbonnais, au début des années 1980, le poste d'aiguillage mécanique à commandes individuelles, de type Vignier, est remplacé par un poste d'aiguillage tout relais à câblage géographique (PRG). L'allongement de la troisième voie à quai de 490 m à 695 m permet à la gare de disposer d'une voie d'« évitement circulation accessible dans les deux sens ». On y installe également une « communication franchissable sans arrêt à 60 km/h », qui permet la création d'un « pas de voies uniques temporaires ». Le plan des voies, à quai, de garage et de triage, est remanié, l'ensemble étant adapté aux « besoins croissants du trafic voyageurs ». En 1985, c'est une gare, de deuxième classe, ouverte aux services des voyageurs et des marchandises ; son trafic annuel de voyageurs est de 107 651 billets et de 1 337 abonnements et son trafic de marchandises, notamment des céréales, représente un total de 16 960 tonnes à la réception et de 7 692 tonnes à l'expédition.
Le chantier de mise en accessibilité des quais de la gare débute au début du mois d'avril 2019. Les principales réalisations comprennent le rehaussement des quais 1 et 2 pour permettre d'accéder aux trains de plain-pied, l'aménagement d'une rampe d'accès couverte pour le quai 1, la pose d'un ascenseur sur le quai 2, la mise aux normes des escaliers, de l'éclairage et de la signalétique, la pose de dalles podotactiles, la pose d'une rampe à vélo dans chaque trémie d'escalier, la sécurisation et la fermeture au public du passage planchéié de service. La dépense globale de ce chantier est de 5,2 M€, prise en charge à 80 % par la Région et à 20 % par l'État. Le chantier se poursuit en 2020 pour s'achever en mars 2021,,.

## Fréquentation
De 2015 à 2022, selon les estimations de la SNCF, la fréquentation annuelle de la gare s'élève aux nombres indiqués dans le tableau ci-dessous.
| Année                      | 2015    | 2016    | 2017    | 2018    | 2019    | 2020    | 2021    | 2022    |
| -------------------------- | ------- | ------- | ------- | ------- | ------- | ------- | ------- | ------- |
| Voyageurs                  | 194 441 | 176 942 | 179 187 | 158 219 | 162 150 | 116 309 | 151 936 | 209 767 |
| Voyageurs et non voyageurs | 243 051 | 221 177 | 223 983 | 197 774 | 202 688 | 145 387 | 189 920 | 262 209 |

## Service des voyageurs

### Accueil
La gare comprend un bâtiment voyageurs avec guichet ouvert tous les jours. Elle est équipée de distributeurs de titres de transport TER.

### Desserte
Cosne-sur-Loire est desservie par des trains TER effectuant des relations de Paris-Bercy, ou de Cosne-sur-Loire, à Nevers).

Installations et desserte
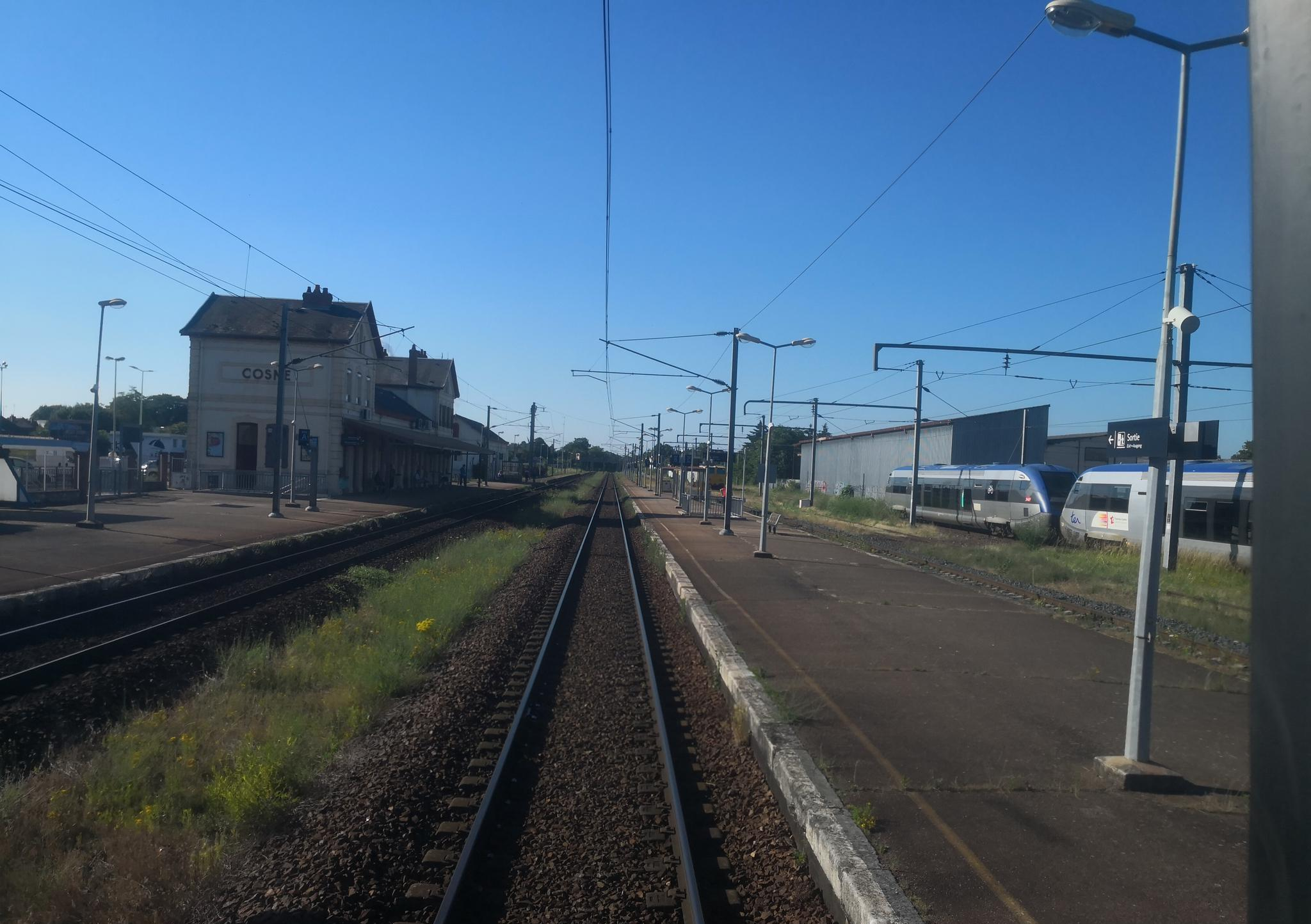
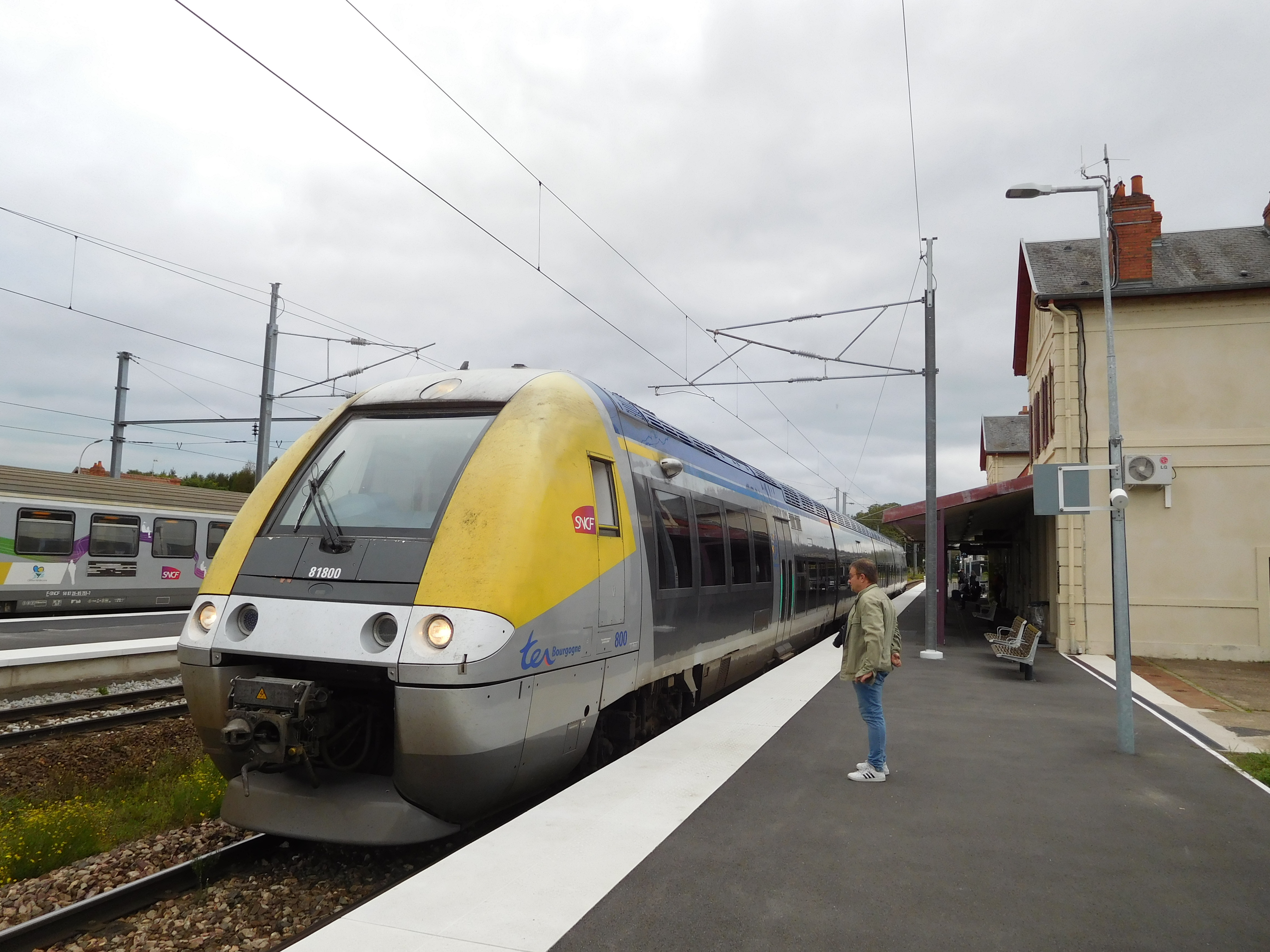
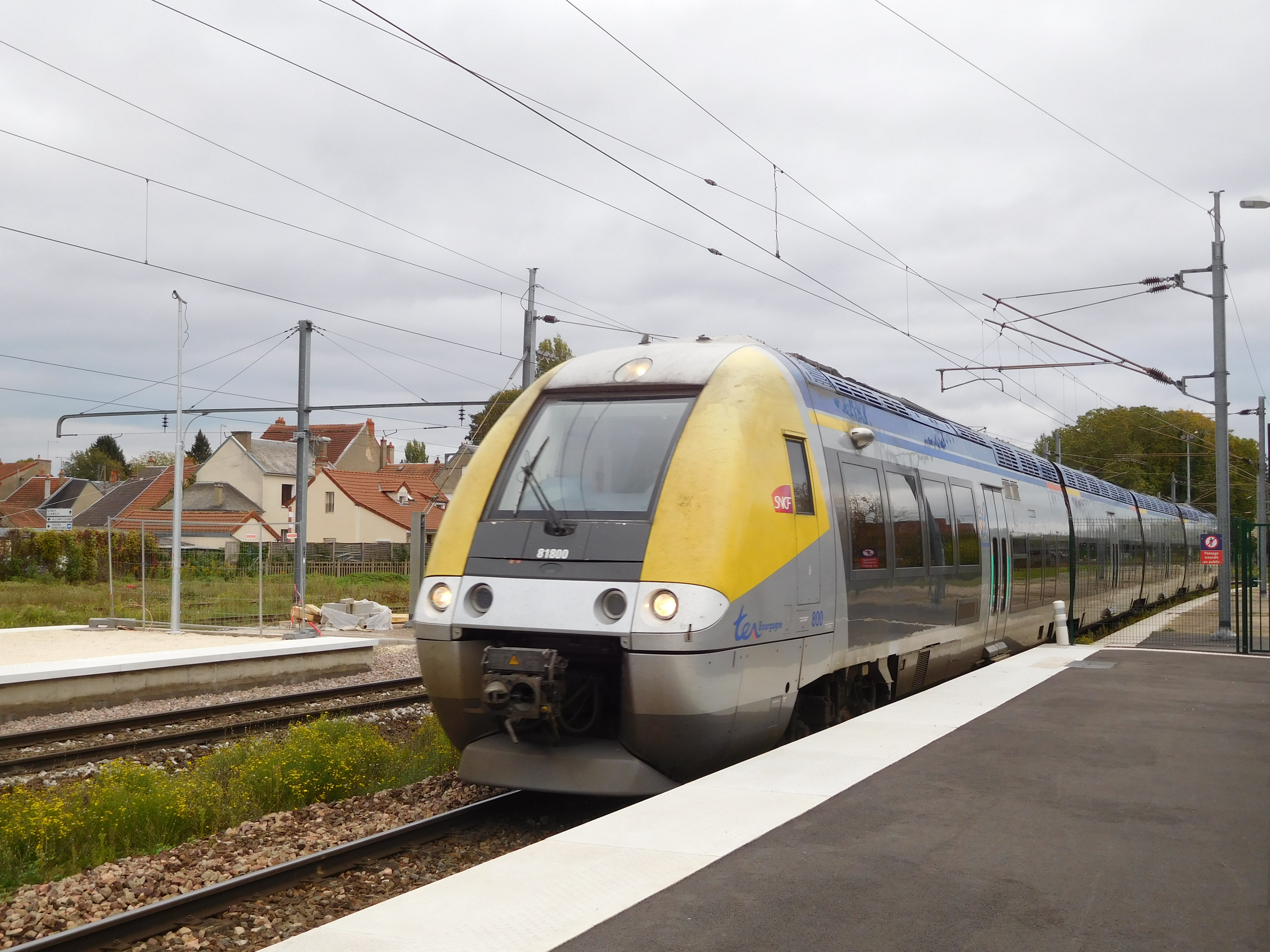

### Intermodalité
Un parc pour les vélos et un parking y sont aménagés.

## Service des marchandises
Cette gare est ouverte au service du fret (limité à la desserte d'installations terminales embranchées).

## Patrimoine ferroviaire
Le bâtiment voyageurs d'origine est toujours présent et utilisé pour le service ferroviaire.